# Pazo de Soesto
Pazo de Soesto es la denominación de un pazo situado en la parroquia de Soesto (municipio de Lage, provincia de La Coruña). Fue construido en 1570 por Gonzalo Posse el Viejo en el mismo lugar  en el que señala la tradición (y, al parecer, documentos de la época) que fue anteriormente ocupado por una residencia regia, ocupada en ciertas ocasiones por Alfonso VII el Emperador y por Alfonso IX de León (siglos XII y XIII).
El Pazo de Soesto se encuentra presidiendo el Valle de Soesto, el cual a su vez está entre el Valle de Traba y el Valle de Laxe.